# Las Joyas, Acapulco de Juárez
Las Joyas är en ort i Mexiko.   Den ligger i kommunen Acapulco de Juárez och delstaten Guerrero, i den södra delen av landet, 280 km söder om huvudstaden Mexico City. Las Joyas ligger 278 meter över havet och antalet invånare är 439.
Terrängen runt Las Joyas är huvudsakligen kuperad, men åt sydost är den platt. Runt Las Joyas är det tätbefolkat, med 397 invånare per kvadratkilometer. Närmaste större samhälle är Kilómetro 30, 4,4 km sydväst om Las Joyas. I omgivningarna runt Las Joyas växer i huvudsak lövfällande lövskog.